# Joaquín de Arrece
Joaquín de Arrece y Lardízabal fue un político peruano. 
Fue diputado constituyente por el departamento del Cusco en el Congreso Constituyente de 1822 que elaboró la primera constitución política del país. Asimismo, fue Ministro de Hacienda en 1832 durante el primer gobierno de Agustín Gamarra. 